# Вулиця Ніни Строкатої (Одеса)
Вулиця Ніни Строкатої — одна із вулиць Одеси, розташована в історичному центрі. Бере початок від Канатної вулиці і закінчується перетином із вулицями Спиридонівською, Преображенською, площами Віри Холодної і Соборною.

## Історія
Площа вперше з'являється на карті міста у 1817 році під назвою Поліцейська. Названа так завдяки поліцейській ділянці, що знаходиться на розі із Преображенською. Власне цією ділянкою вулиці і закінчувалася. Під цією назвою вулиця проіснувала аж до 1905 року. У 1904 році відбулася одна із ключових битв Російсько-японської війни — битва під Порт-Артуром — під час якої загинув генерал-лейтенант українського походження Роман Кондратенко. 19 вересня 1905 року тіло із його труною прибуло пароплавом до Одеського порту, звідти його урочисто пронесли вулицею Поліцейською до Залізничного вокзалу, звідки доправили до місця поховання у Санкт-Петербурзі. У той же день Одеська міська дума за поданням міського голови Петра Крижановського одностайно ухвалила рішення перейменувати вулицю Поліцейську на Кондратенка.

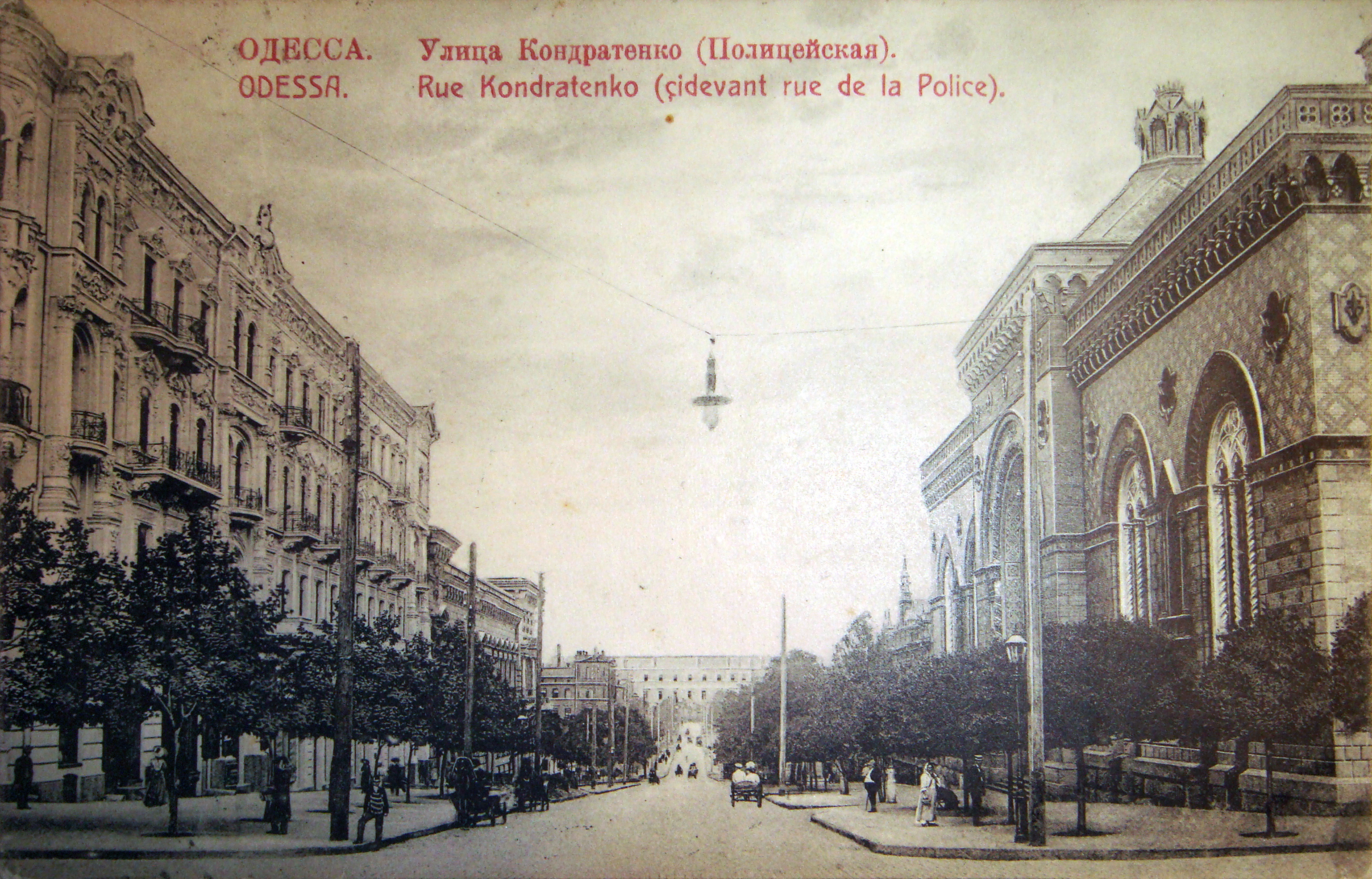
Вулиця Кондратенко на старій листівці

Із приходом більшовиків до влади, у 1920 році, вулицю перейменовано на честь німецької комуністичної діячки Рози Люксембург. Під час Німецько-радянської війни Одеса перебувала у складі Румунського королівства. 16 жовтня 1941 року радянські війська покинули місто. 27 січня 1942 року вулицю Рози Люксембург було перейменовано в честь цієї дати — вулиця 16 жовтня 1941 року. Під цією назвою вона проіснувала до 1944 року, однак паралельно вживалася і історична назва — Поліцейська. Із поверненням більшовиків було повернено і комуністичну назву. Цієї назви вулиця позбавилася тільки 10 липня 1995 року, коли була названа на честь російського письменника, який жив в Одесі в період 1898—1901, а потім у 1918—1920 роках.
26 липня 2024 року розпорядженням Начальника Одеської ОВА вулиця Буніна перейменована на вулицю Ніни Строкатої.

## Галерея

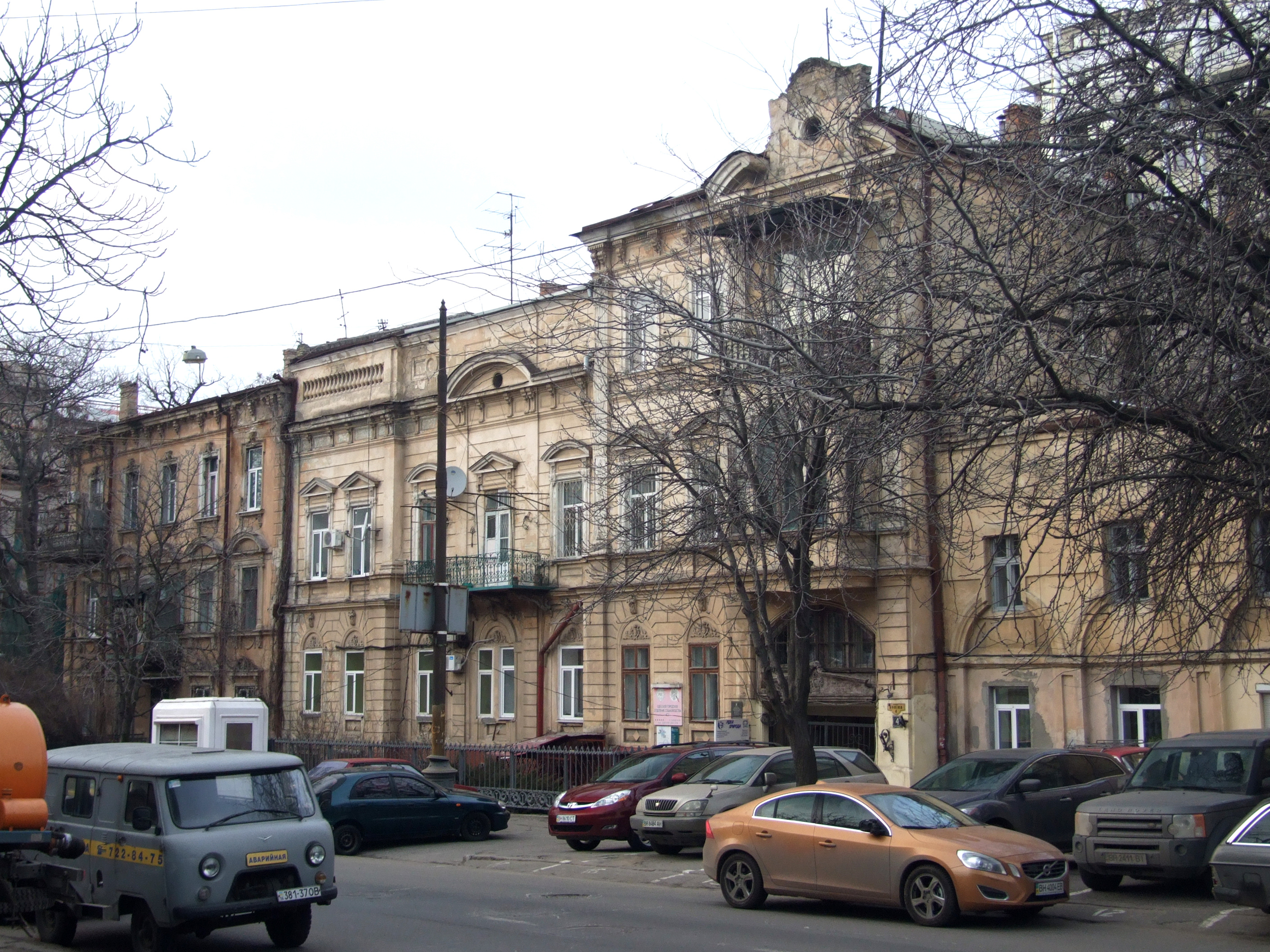
Старі будинки на початку вулиці
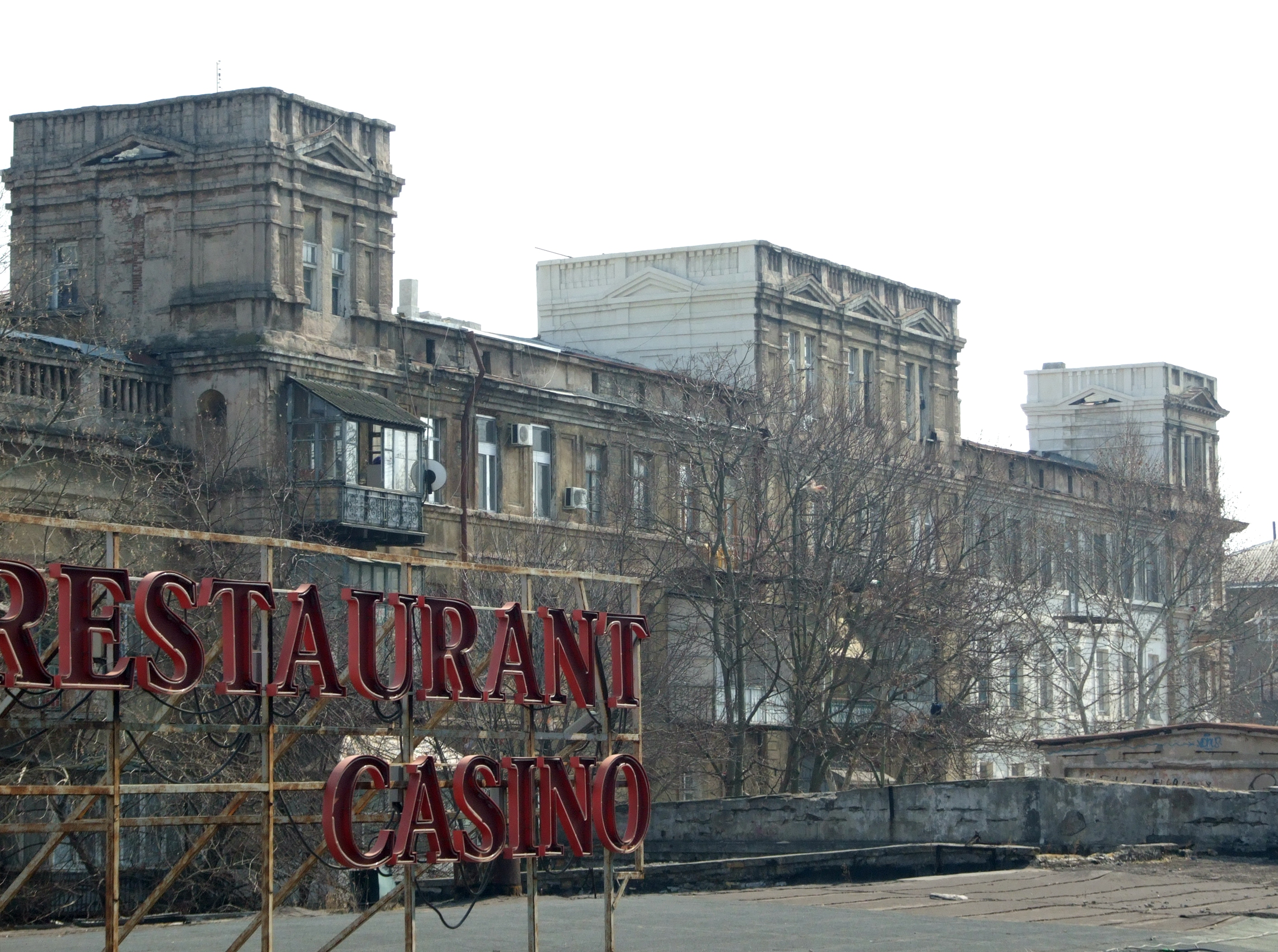
Прибутковий будинок Новікова — височить над Карантинною балкою
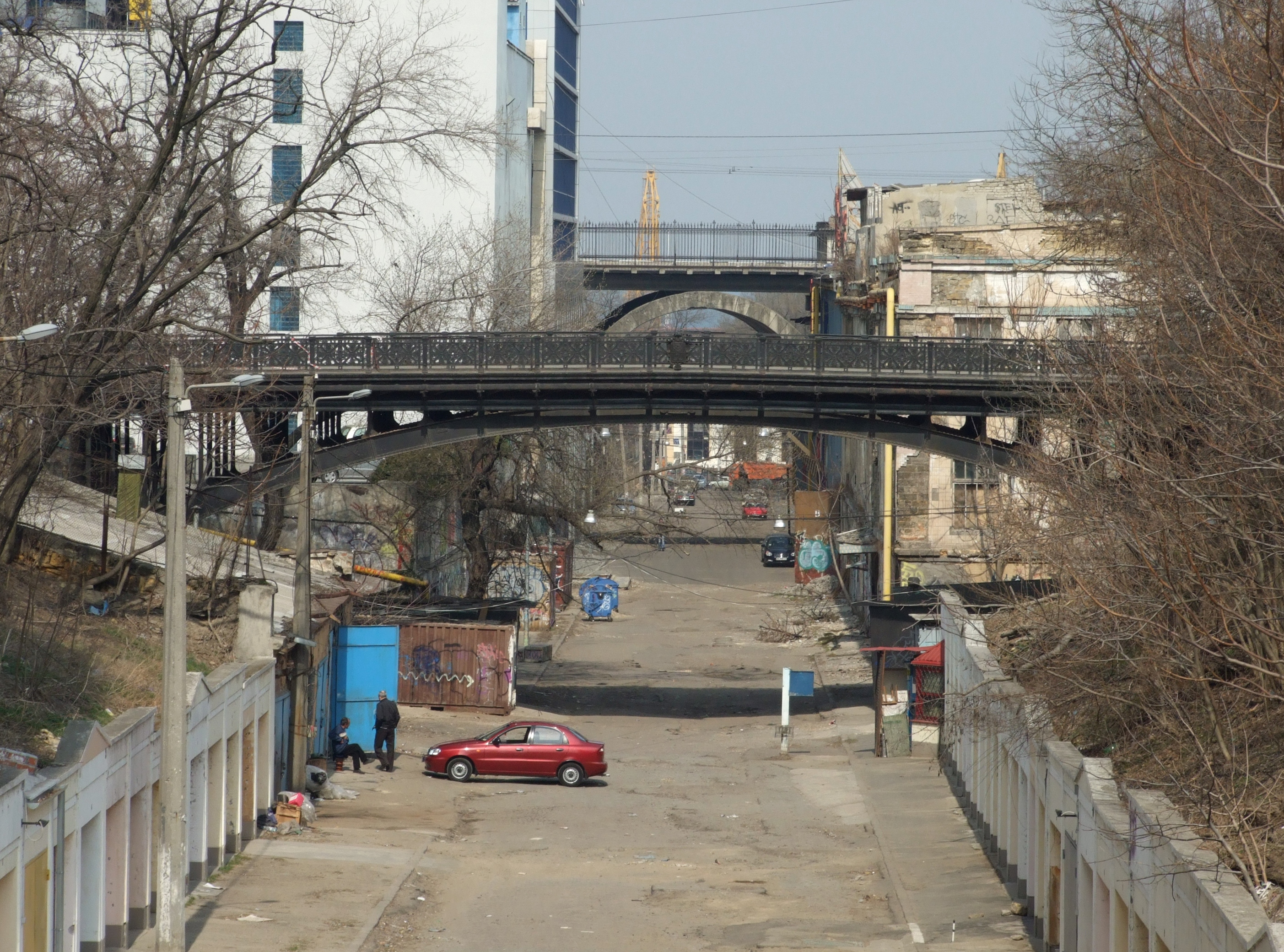
Міст Коцебу — перекинутий через Карантинну балку — поєднує дві частини вулиці
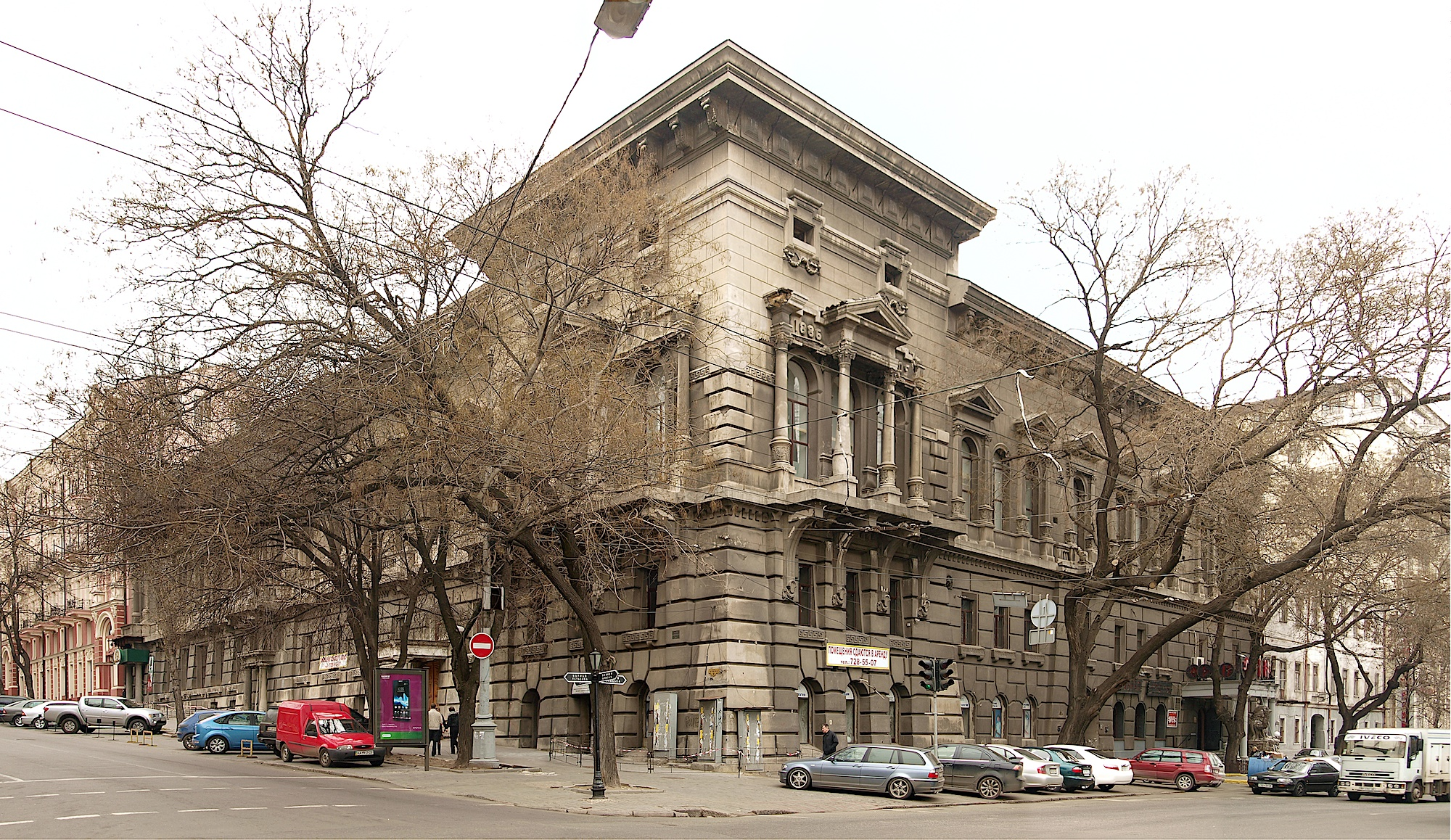
На перетині із вулицею Качинського
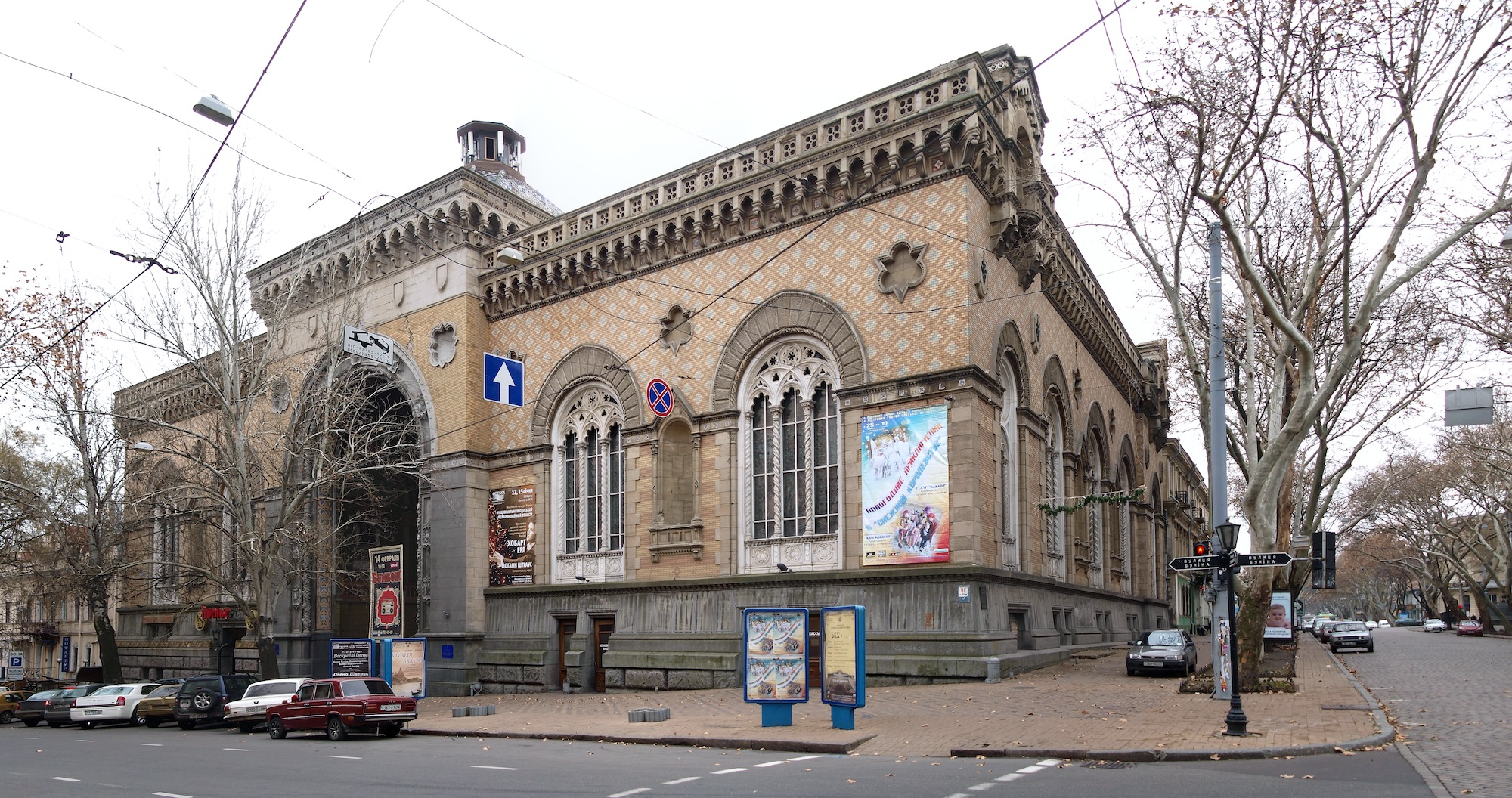
Будівля філармонії на розі із Італійською
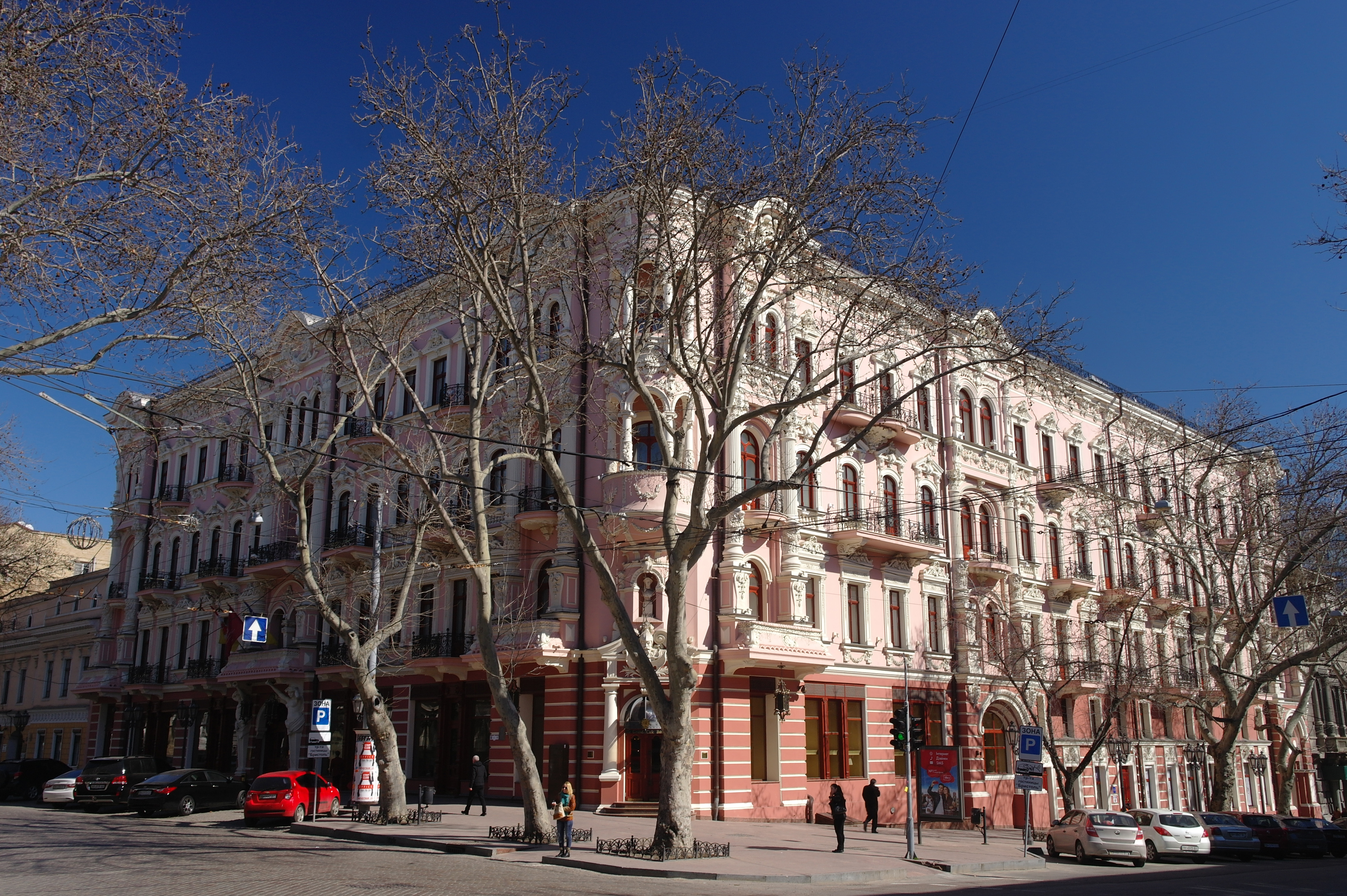
Готель Бристоль — прямо напроти філармонії
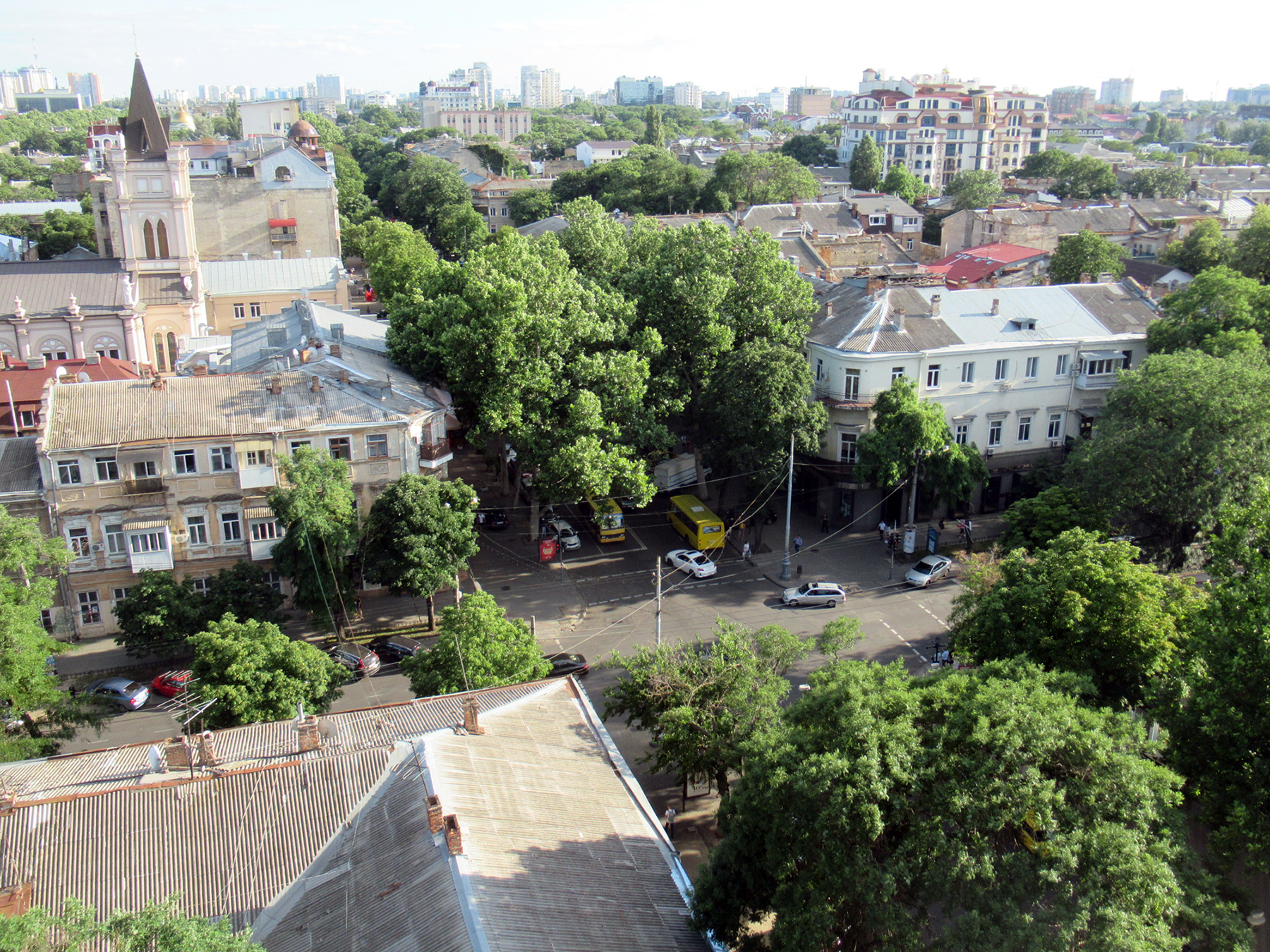
рог вулиць Європейської (прямо) та Ніни Строкатої (зліва направо)